# Xã Noland, Quận Hempstead, Arkansas
Xã Noland (tiếng Anh: Noland Township) là một xã thuộc quận Hempstead, tiểu bang Arkansas, Hoa Kỳ. Năm 2010, dân số của xã này là 434 người.